# Château de la Viveyre
Le château de la Viveyre est un édifice situé à Souvigny, en France.

## Localisation
Le château est situé sur le territoire de la commune de Souvigny, dans le département de l'Allier, en région Auvergne-Rhône-Alpes. 

## Description
Le château de la Viveyre était composé à l'origine d'une enceinte entourée de douves en eau et protégée sur les flancs par quatre tours circulaires, dont deux demeurent visibles. La cour du château était précédée d'une tour-porche carrée, remaniée ultérieurement en pigeonnier et accessible depuis le pont-levis, aujourd'hui remplacé par un pont de pierre. Une aile ouest et une aile nord en retour abritent les logis à l'intérieur desquels des éléments d'époque médiévale, dont plusieurs cheminées monumentales (aile ouest) sont conservés.

## Historique
L'édifice est inscrit au titre des monuments historiques en 2010.